# البورصة (مترو باريس)
البورصة (بالفرنسية: Bourse)‏ هي محطة مترو تابعة لمترو باريس تقع في فرنسا في الدائرة الثانية في باريس.[بحاجة لمصدر]